# Estação Andalucía
A Estação Andalucía é uma das estações do Metrocable de Medellín, situada em Medellín, entre a Estação Acevedo e a Estação Popular. Administrada pela Empresa de Transporte Masivo del Valle de Aburrá Limitada (ETMVA), faz parte da Linha K.
Foi inaugurada em 7 de agosto de 2004. Localiza-se no cruzamento da Carrera 47 com a Rua 107. Atende o bairro Andalucía, situado na comuna de Santa Cruz.